# Komjáti
Komjáti is een plaats (község) en gemeente in het Hongaarse comitaat Borsod-Abaúj-Zemplén. Komjáti telt 335 inwoners (2001).